# One Night in Miami
One Night in Miami ist ein Filmdrama um vier berühmte afroamerikanische Ikonen, mit dem Schauspielerin und Oscar-Preisträgerin Regina King ihr Debüt als Regisseurin eines Kinospielfilms gab. Der Film feierte seine Premiere am 7. September 2020 bei den Internationalen Filmfestspielen von Venedig und wurde am 11. September 2020 in einer Drive-In-Gala-Vorstellung beim Toronto International Film Festival vorgestellt. Am 25. Dezember 2020 startete der Film in einzelnen US-Kinos, am 8. Januar 2021 dann landesweit in ausgewählten Kinos. Am 15. Januar 2021 wurde er in das Programm von Amazon Prime Video aufgenommen.
Der Film spielt am 25. Februar 1964, in jener Nacht, in der Cassius Clay im Alter von 22 Jahren die Box-Weltmeisterschaft im Schwergewicht gewann, indem er Sonny Liston im Miami Beach Convention Center besiegte. Danach traf Clay sich mit drei Freunden: dem Bürgerrechtler Malcolm X, dem Musiker Sam Cooke und dem Footballspieler Jim Brown. Wie bereits in dem gleichnamigen Theaterstück von Kemp Powers aus dem Jahr 2013, auf dem der Film basiert, wurde auch der Film um fiktive Gespräche angereichert. In Rückblenden werden wichtige Ereignisse im Leben der vier schwarzen Sport-, Musik- und Politik-Legenden gezeigt.
Im Rahmen der Oscarverleihung 2021 wurde der Film in drei Kategorien nominiert, so für das beste adaptierte Drehbuch und Leslie Odom Jr. als bester Nebendarsteller.

## Handlung

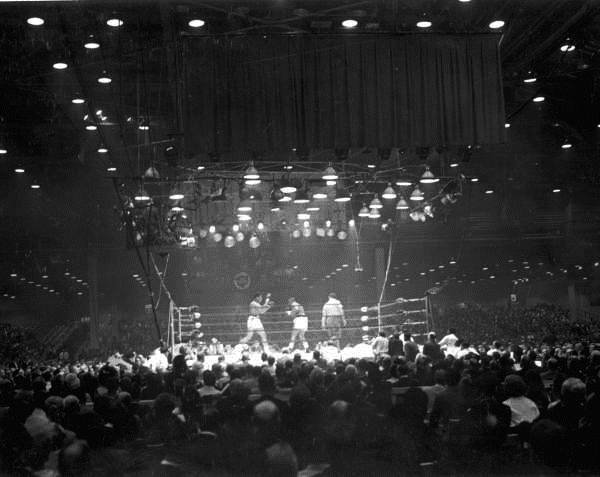
Nachdem Cassius Clay im Miami Beach Convention Center Weltmeister wurde, verbringt er den Abend mit drei seiner engsten Freunde: Malcolm X, Sam Cooke und Jim Brown

In der Nacht zum 25. Februar 1964 wird der junge Cassius Clay im Miami Beach Convention Center neuer Schwergewichts-Box-Weltmeister durch einen unerwarteten Sieg über Sonny Liston. Clay verbringt den weiteren Abend im Hampton House Motel in Miamis afroamerikanischem Stadtteil Overtown und feiert hier mit Malcolm X, Sam Cooke und Jim Brown, die zu seinen engsten Freunden zählen. Die vier Ikonen und Wegbereiter der Black-Power-Bewegung sprechen über ihre gemeinsame Verantwortung als Stars und Meinungsführer und ihren Kampf für die Gleichberechtigung aller Afroamerikaner.

## Produktion

### Stab und Vorlage
Es handelt sich bei One Night in Miami um das Regiedebüt der Oscar-Preisträgerin Regina King bei einem Kinofilm. Zuvor hatte King unter anderem bereits zwei Fernsehfilme und zahlreiche Serien-Folgen inszeniert, zum Beispiel für Being Mary Jane, Scandal und Insecure. Das Drehbuch von Kemp Powers basiert auf seinem gleichnamigen Einakter, der im Jahr 2013 im Rogue Machine Theatre in Los Angeles uraufgeführt wurde. Powers wurde im selben Jahr für seine Arbeit mit dem Ted Schmitt Award ausgezeichnet. Das Stück erhielt zudem drei Auszeichnungen bei den Los Angeles Drama Critics Circle Awards, vier Auszeichnungen bei den NAACP Theatre Awards und wurde mit dem Los Angeles Weekly Theater Award ausgezeichnet. Die vier Männer, von der die Geschichte handelt, trafen sich damals tatsächlich, die Inhalte ihrer Gespräche hingegen sind nicht verbrieft, wodurch One Night in Miami diese Nacht reimaginiert. Dass die vier Männer auch im echten Leben befreundet waren, ist hingegen verbürgt.
Die Regisseurin erklärte: „Dieser Film ist ein Liebesbrief an die Erfahrungen des schwarzen Mannes in Amerika. […] Wie die jüngsten Morde an George Floyd und Breonna Taylor gezeigt haben, ist unser Kampf um Gleichberechtigung leider noch lange nicht vorbei. Wir brauchen einander mehr denn je, unsere Stimmen sind zu einer vereint, unmöglich zu ignorieren und laut genug, um endlich gehört zu werden.“
Powers beschreibt One Night in Miami als eine Momentaufnahme eines entscheidenden Moments in der afroamerikanischen Geschichte mit weitreichenden Auswirkungen auf die Gesellschaft im Allgemeinen. Die Geschichte sei zwar kompromisslos schwarz, aber auch universell. Er glaube nicht, dass man schwarz sein muss, um zu verstehen, was diese Männer durchgemacht haben, und hierfür auch kein Mann sein müsse. Er hofft, dass der Film jungen Menschen, die heute für die Gleichstellung kämpfen, einen Einblick in die Anfänge der Bewegung gewährt: „In gewisser Weise habe ich das für mein 19-jähriges Ich geschrieben“, so Powers.

### Besetzung, Synchronisation und Dreharbeiten
| Rolle          | Darsteller            | Synchronsprecher |
| -------------- | --------------------- | ---------------- |
| Cassius Clay   | Eli Goree             | Tobias Schmidt   |
| Sam Cooke      | Leslie Odom Jr.       | Tobias Müller    |
| Drew Brown     | Lawrence Gilliard Jr. | Olaf Reichmann   |
| Emily Carlton  | Emily Bridges         | Natascha Geisler |
| Ferdie Pacheco | Chris Game            | Tobias Lelle     |
| Jess Rand      | Hunter Burke          | Frank Schaff     |
| Jim Brown      | Aldis Hodge           | Torben Liebrecht |

Die Hauptrolle von Cassius Clay, der sich später Muhammad Ali nannte und als dreimaliger Boxweltmeister im Juni 2016 starb, wurde mit Eli Goree besetzt. Aldis Hodge spielt den mit ihm befreundeten Jim Brown, der von 1957 bis 1966 in der National Football League spielte, bevor er eine zweite Karriere als Schauspieler startete. Leslie Odom Jr. verkörpert den Sänger und Songschreiber Sam Cooke, der als einer der „Väter“ des Soul gilt und 1964 erschossen wurde. Kingsley Ben-Adir ist in der Rolle des Bürgerrechtlers Malcolm X zu sehen, der im Februar 1965 Opfer eines Attentats wurde. In weiteren Rollen sind Michael Imperioli als Angelo Dundee, Jerome A. Wilson als Elijah Muhammad und Lance Reddick in der Rolle von Brother Kareem zu sehen. Nicolette Robinson spielt Sams Ehefrau Barbara. Jeremy Pope hat in einem Rückblick einen Cameo-Auftritt als Soulsänger Jackie Wilson.
Die deutsche Synchronisation entstand unter der Dialogregie von Olaf Reichmann im Auftrag der Arena Synchron GmbH Berlin.
Die Dreharbeiten wurden im Januar 2020 in New Orleans begonnen und fanden des Weiteren in der Hotelanlage „Hampton“ in Thibodaux in Louisiana statt.

### Filmmusik und Veröffentlichung
Die Filmmusik komponierte Terence Blanchard, der mit einer jazzigen Klavierpartitur arbeitete. Schauspieler Odom Jr. schrieb gemeinsam mit Sam Ashworth das im Abspann zu hörende Lied Speak Now und singt dieses auch. Das Soundtrack-Album wurde am 15. Januar 2021 veröffentlicht. Speak Now wurde am 4. Januar 2021 vorab bei YouTube veröffentlicht.
Die Premiere des Films erfolgte am 7. September 2020 bei den Internationalen Filmfestspielen von Venedig. Im Rahmen der dortigen Filmfestspiele wurde Blanchard mit dem Campari Passion for Film Award ausgezeichnet. Am 11. September 2020 wurde One Night in Miami beim Toronto International Film Festival gezeigt. Ende September, Anfang Oktober 2020 wurde er beim Zurich Film Festival vorgestellt, Mitte Oktober 2020 beim London Film Festival, beim AFI Fest und beim Mill Valley Film Festival, bei letzterem als Centerpiece. Amazon Studios hat sich die weltweiten Distributionsrechte gesichert. Am 8. Januar 2021 kam der Film in den USA landesweit in ausgewählte Kinos und wurde am 15. Januar 2021 in das Programm von Amazon Prime Video aufgenommen.

## Rezeption

### Kritiken
Der Film konnte bislang 98 Prozent aller Kritiker bei Rotten Tomatoes überzeugen und erreichte hierbei eine durchschnittliche Bewertung von 8,3 der möglichen 10 Punkte, womit er aus den 21. Annual Golden Tomato Awards als Zweitplatzierter der besten Filme des Jahres 2020 hervorging. Bereits bei den Venedig-Kritikern stieß der Film auf ein ausgesprochen positives Echo. Im IndieWire Critics Poll 2020 landete One Night in Miami unter den Erstlingsfilmen auf dem 4. Platz.

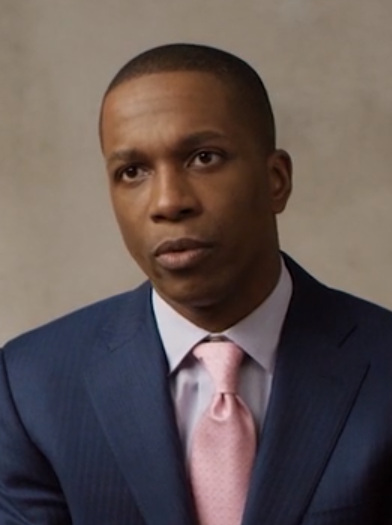
Leslie Odom Jr. spielt im Film Sam Cooke

So schreibt Owen Gleiberman von Variety, Regina King habe One Night in Miami in einen echten Film verwandelt und ihn mit visuellem Selbstvertrauen und lebendigem, emotionalem Flair inszeniert, was ihm Authentizität verleihe. Dass sich diese vier Männer in einem Motelzimmer entspannen, Verstand und Ideen zusammenbringen und ihre zugrunde liegenden Rivalitäten herausarbeiten, fühle sich nie wie eine Erfindung an, und die vier Schauspieler Eli Goree, Kingsley Ben-Adir, Aldis Hodge und Leslie Odom Jr. seien sensationell in ihren jeweiligen Rollen: „Alle vier graben sich in die Psyche dieser Legenden ein, in ihre Manierismen, Widersprüche und Verwundbarkeiten.“ Über das am Ende gespielte Stück A Change Is Gonna Come von Sam Cooke sagt Gleiberman, dieses sei für unseren gegenwärtigen Moment genauso eindringlich relevant geblieben wie für die 1960er Jahre.
Susanne Gottlieb vom Filmbulletin schreibt, nicht nur Kings sichere Inszenierung und Kemp Powers’ hervorragendes Drehbuch machten One Night in Miami zu einem großartigen Film, sondern auch das phänomenale Casting, das den fast schon sagenumwobenen historischen Charakteren nicht nur gerecht wird, sondern deren Essenz geschickt einfängt. Es sei dem Film anzurechnen, dass er nicht versucht, eine allgemeingültige Lösung für die Herausforderungen der Bürgerrechtsbewegung zu finden, und es sei ein Vergnügen, diese vier teils viel zu früh verstorbenen Ikonen noch einmal so authentisch nachgezeichnet auf der Leinwand zu erleben.
Sofia Glasl vom Filmdienst erklärt, es gehe King nicht um historische Präzision, die Brisanz speise sich jedoch durchaus aus dem historischen Blick des Films, so dem Wissen, dass wenige Monate später der Civil Rights Act verabschiedet werden wird und sowohl Sam Cooke als auch Malcolm X ein Jahr später nicht mehr am Leben sein werden, wodurch der erst 1966 geprägte Begriff der Black Power hier schon in der Luft liege. One Night in Miami wende sich nie von den vier Männern als Individuen ab, und so gelinge es King gemeinsam mit ihren vier brillanten Darstellern, tief in die Psyche und die Gefühlswelt der Männer einzutauchen, so Glasl. Ben-Adir schaffe es in der Rolle des Malcolm X kraftvoll, die innere Zerrissenheit hinter dem überzeugten Ego des Anführers zu erkunden und Odom Jr. schillerte in der Rolle des Sängers Sam Cooke.

### Einsatz im Unterricht
Das Onlineportal kinofenster.de empfiehlt den Film ab der 9. Klasse für die Unterrichtsfächer Englisch, Geschichte, Politik, Sozialkunde/Gemeinschaftskunde, Ethik/Religion und Musik und bietet Materialien zum Film für den Unterricht. Dort schreibt Philipp Bühler, für den Politik- und Geschichtsunterricht biete sich eine Fülle von Anknüpfungspunkten im Hinblick auf die afroamerikanische Bürgerrechtsbewegung an. So ließen sich die Positionen ihrer wichtigsten Anführer Malcolm X und Martin Luther King sowie die Rolle der Nation of Islam herausarbeiten.

### Auszeichnungen (Auswahl)
Vom American Film Institute wird One Night in Miami zu einem der zehn „Movies of the Year 2020“ gezählt. Der Film befindet sich auch in der Vorauswahl für die British Academy Film Awards 2021. Im Folgenden eine Auswahl weiterer Nominierungen und Auszeichnungen.
African-American Film Critics Association Awards 2021
- Auszeichnung für die Beste Regie (Regina King)
- Auszeichnung für das Beste Drehbuch (Kemp Powers)
- Auszeichnung als Bestes Schauspielensemble[31]

Alliance of Women Film Journalists Awards 2020
- Nominierung als Bester Film
- Nominierung für die Beste Regie und als Beste Regisseurin (Regina King)
- Auszeichnung als Bester Nebendarsteller (Leslie Odom Jr.)
- Nominierung für das Beste adaptierte Drehbuch (Kemp Powers)
- Nominierung für die Beste Kamera (Tami Reiker)
- Nominierung für den Besten Schnitt (Tariq Anwar)
- Auszeichnung als Bester Casting Director (Kimberly Hardin)[32][33]

Artios Awards 2021
- Auszeichnung in der Kategorie Independent-Film – Drama[34]

Black Film Critics Circle Awards 2021
- Auszeichnung für die Beste Regie (Regina King)
- Auszeichnung als Bester Nebendarsteller (Leslie Odom Jr.)
- Auszeichnung als Bestes Ensemble[35]

Black Reel Awards 2021
- Auszeichnung für die Beste Regie (Regina King)
- Auszeichnung für die Beste Nachwuchsregie (Regina King)
- Auszeichnung als Bester Nachwuchsdarsteller (Kingsley Ben-Adir)
- Auszeichnung als Bestes Schauspielensemble
- Auszeichnung als Bester Song („Speak Now“)
- Nominierung als Bester Film (Jessica Calder, Keith Calder & Jody Klein)
- Nominierung für das Beste Drehbuch (Kemp Powers)
- Nominierung für das Beste Erstlingsdrehbuch (Kemp Powers)
- Nominierung für die Beste Kamera (Tami Reiker)
- Nominierung als Bester Hauptdarsteller (Kingsley Ben-Adir)
- Nominierung als Bester Nebendarsteller (Aldis Hodge)
- Nominierung als Bester Nebendarsteller (Leslie Odom Jr.)
- Nominierung als Bester Nachwuchsdarsteller (Eli Goore)
- Nominierung für die Besten Kostüme (Francine Jamison-Tanchuk)
- Nominierung für das Beste Szenenbild (Barry Robison)[36][37]

British Academy Film Awards 2021
- Nominierung als Bester Nebendarsteller (Leslie Odom Jr.)[38]

Chicago Film Critics Association Awards 2020
- Nominierung als Bester Nebendarsteller (Leslie Odom Jr.)
- Nominierung für das Beste adaptierte Drehbuch (Kemp Powers)
- Nominierung als Vielversprechendster Schauspieler (Kingsley Ben-Adir)[39]

Critics’ Choice Movie Awards 2021
- Auszeichnung für das Beste Lied („Speak Now“)
- Nominierung als Bester Film
- Nominierung für die Beste Regie (Regina King)
- Nominierung für das Beste adaptierte Drehbuch (Kemp Powers)
- Nominierung als Bester Nebendarsteller (Leslie Odom Jr.)
- Nominierung für das Beste Schauspielensemble[40]

Directors Guild of America Awards 2021
- Nominierung für das Beste Regiedebüt (Regina King)[41]

Golden Globe Awards 2021
- Nominierung für die Beste Regie (Regina King)
- Nominierung als Bester Nebendarsteller (Leslie Odom Jr.)
- Nominierung für den Besten Filmsong („Speak Now“ – Leslie Odom Jr. und Sam Ashworth)[42]

Gotham Awards 2021
- Auszeichnung als Breakthrough Actor (Kingsley Ben-Adir)[43]

Grammy Awards 2022
- Nominierung als Best Compilation Soundtrack for Visual Media
- Nominierung als Best Song Written for Visual Media (Speak Now, Sam Ashworth und Leslie Odom Jr.)[44]

Hamptons Internationale Film Festival 2020
- Auszeichnung mit dem Victor Rabinowitz & Joanne Grant Award for Social Justice[45]

Independent Spirit Awards 2021
- Auszeichnung mit dem „Robert-Altman-Preis“[46]

NAACP Image Awards 2021
- Nominierung als Bester Film
- Nominierung für die Beste Regie (Regina King)
- Nominierung für das Beste Drehbuch (Kemp Powers)
- Nominierung als Bester Nebendarsteller (Aldis Hodge)[47]

National Board of Review Awards 2021
- Auszeichnung mit dem Meinungsfreiheitpreis[48]

Online Film Critics Society Awards 2021
- Auszeichnung als Bester Nebendarsteller (Leslie Odom Jr.)
- Nominierung für das Beste adaptierte Drehbuch (Kemp Powers)
- Nominierung als Bester Debütfilm (Regina King)[49]

Oscarverleihung 2021
- Nominierung für das Beste adaptierte Drehbuch (Kemp Powers)
- Nominierung als Bester Nebendarsteller (Leslie Odom Jr.)
- Nominierung als Bester Filmsong („Speak Now“, Leslie Odom, Jr. und Sam Ashworth)

Palm Springs International Film Festival 2021
- Auszeichnung mit dem „Spotlight Award, Actor“ (Leslie Odom Jr.)[50]

Producers Guild of America Awards 2021
- Nominierung als Bester Kinofilm (Jessica Calder, Keith Calder & Jody Klein)[51]

San Francisco International Film Festival 2020
- Auszeichnung mit dem Special Award in der Kategorie Ensemble Performance (Kingsley Ben-Adir, Eli Goree, Aldis Hodge und Leslie Odom Jr.)[52]

Satellite Awards 2020
- Nominierung als Bester Film – Drama
- Nominierung für das Beste adaptierte Drehbuch (Kemp Powers)
- Nominierung als Bester Nebendarsteller (Kingsley Ben-Adir)
- Nominierung für die Beste Filmmusik (Terence Blanchard)
- Nominierung für den Besten Filmsong („Speak Now“ – Leslie Odom Jr. & Sam Ashworth)
- Nominierung für die Beste Kamera (Tami Reiker)
- Nominierung für den Besten Filmschnitt (Tariq Anwar)
- Nominierung für das Beste Szenenbild (Page Buckner, Barry Robinson & Mark Zuelzke)
- Nominierung für das Beste Kostümdesign (Francine Jamison-Tanchuck)

Screen Actors Guild Awards 2021
- Nominierung als Bester Nebendarsteller (Leslie Odom Jr.)
- Nominierung für das Beste Schauspielensemble[53]

Toronto International Film Festival 2020
- Grolsch People’s Choice Award first runner-up (Regina King)

USC Scripter Awards 2021
- Nominierung als Bester Drehbuchautor (Kemp Powers)[54]

Writers Guild of America Awards 2021
- Nominierung für das Beste adaptierte Drehbuch (Kemp Powers)[55]